# Community
Community és una comèdia de situació americana creada per Dan Harmon. Es van emetre 110 episodis dividits en sis temporades, de les quals les cinc primeres mitjançant la cadena de televisió NBC del 17 de setembre de 2009 al 17 d'abril de 2014, i la seva última temporada mitjançant la plataforma d'streaming Yahoo! Screen des del 17 de març fins al 2 de juny de 2015.
L'acció té lloc a una universitat de comunitat a Greendale, una ciutat fictícia de l'estat de Colorado, als Estats Units, on estudia un repartiment coral format per Joel McHale, Gillian Jacobs, Danny Pudi, Yvette Nicole Brown, Alison Brie, Donald Glover, Ken Jeong, Chevy Chase, i Jim Rash. Alguns dels seus trets més destacables són el seu extensiu ús del meta-humor i referències a la cultura pop, sovint per mitjà de paròdies cinematogràfiques i televisives, igual que paròdies de clissés i tropes.
Harmon va basar la sèrie en les seves pròpies experiències assistint a una universitat comunitària. Cada episodi estava escrit d'acord amb la plantilla del "cercle d'història" de Harmon, un mètode dissenyat per crear narracions estructurades i eficients. Harmon va ser el showrunner de la comèdia durant les seves tres primeres temporades però va ser acomiadat abans de començar la quarta i alhora substituït per David Guarascio i Moses Pot. Després d'una excel·lent rebuda de la quarta temporada per part de la crítica i els espectadors, Harmon va ser re-contractat per la cinquena temporada, després de la qual la sèrie va ser cancel·lada per la NBC; però afortunadament va ser "reanimada" pel servei de streaming "Yahoo! Screen" per fer una sisena i última temporada.
Malgrat lluitar als rànquings durant la seva emissió, Community va desenvolupar un seguiment de "culte", que encara és viu, especialment a partir de la seva inserció a la plataforma de Netflix al bell mig del confinament a causa de la COVID-19. La sèrie es admirada per la crítica a causa de la calitat de les actuacions, la direcció i escriptura, igual que pel ja mencionat meta-humor. La sèrie només va guanyar un dels quatre Primetime Emmy als quals va estar nominada durant la seva duració i va rebre un premi dels Critics' Choice Television Awards a la Millor Sèrie de Comèdia al 2012, entre altres reconeixements.
Des del final de la sèrie, molts integrants del repartiment i de l'equip de producció han expressat el seu interès en una potencial pel·lícula, fent al·lusió a un dels gags recurrents més coneguts.

## Premissa
El protagonista, Jeff Winger és desautoritzat i suspès del seu bufet d'advocats quan es descobreix que va mentir amb relació a la seva llicenciatura en dret per la Universitat de Colúmbia, a Nova York. Per aconseguir una titulació vàlida i legítima, es matricula a la Universitat Comunitària de Greendale, Colorado. Ràpidament se sent atret per una de les seves companyes de classe, l'activista social Britta Perry i, per tant, fingeix estar a càrrec d'un grup d'estudi per tal de passar temps amb ella.Tanmateix, Britta convida un altre company de classe, Abed Nadir (qui té problemes amb les interaccions socials i està obsessionat amb la cultura pop), que, al seu torn, convida altres companys de classe a unir-se al grup: Shirley Bennet, una mare soltera altament religiosa; Annie Edison, una noia de divuit anys, ingènua i exessivament treballadora; Troy Barnes, antiga estrella de fútbol americà d'institut; i l'ancià cínic i milionari Pierce Hawthorne. Malgrat les seves diferències, els membres del grup aviat esdevenen íntims amics. Sovint, l'extravagant degà de la universitat necessita de la seva ajuda en l'execució dels seus plans per fer de Greendale una escola més respectable i per lidiar amb les ximpleries del seu mentalment inestable professor (i posterior company), Ben Chang.
La temporada 1 mostra la creació del grup d'estudi de Jeff i les desaventures que provoca aquest fet. A la segona temporada es fa que Chang es vegi obligat a inscriure's a la universitat com alumne i, per tant, intenti de totes les maneres possibles formar part del grup d'estudi mentre secretament planeja una venjança contra ells. També a la segona temporada, el degà Pelton es veu obligat a lluitar per l'orgull de Greendale contra el degà de la universitat rival, City College, que desemboca en una èpica batalla de paintball. La tercera temporada se centra en la trama malèvola de Chang per dominar l'escola i en la decisió d'en Troy de matricular-se o no a l'escola de reparació d'aire acondicionat, la qual té una estructura més aviat sectària. Tot seguit, la quarta temporada segueix el grup d'estudi en el seu últim any com estudiants de la universitat, un any en què tots els personatges (especialment Abed) lluiten per aprofitar els últims moments que passaran junts. La cinquena temporada pateix la mort de Pierce i la sortida de Troy, mentre que la resta del grup torna a Greendale, just després de graduar-se, per salvar-la de la destrucció, cosa que fa que Jeff acabi acceptant una plaça de professor de dret. Finalment, la sèrie acaba amb la sisena temporada en la qual els personatges reflexionen sobre els darrers sis anys de les seves vides mentre que donen la benvinguda al nou membre del grup, Frankie Dart, qui arriba a la disfuncional escola per intentar fer-la més respectable, obligant així el grup a qüestionarse fins a quin punt Greendale pot ser reparada i netejada sense que deixi de ser Greendale.

## Repartiment i personatges
La sèrie mostra un repartiment coral de personatges que se centra en els membres d'un grup d'estudi i altres personatges recurrents com ho són el degà o alguns dels professors.
- Joel McHale com Jeff Winger, un antic advocat que es matricula a Greendale després de ser suspès pel Col·legi d'Advocats a causa d'afirmar falsament tenir un títol de grau. Jeff és un narcisista sarcàstic de manual, sincer, massa segur, que manipula constantment les persones que l'envolten per satisfer la seva voluntat, que sovint és fer el mínim d'esforç possibles en temes relatius al grau. No obstant això, a mesura que comença a intimar amb el grup d'estudi, canvia alguns dels seus hàbits i opinions. A mesura que avança la sèrie, està més disposat a fer sacrificis personals i revela a poc a poc que pot ser més pacient i menys crític que el que normalment ofereixen altres mascles alfa, com fins ara ell s'havia comportat.
- Gillian Jacobs com Britta Perry, anarquista, atea i activista que va viatjar al voltant del món després d'abandonar l'institut abans de temps. Britta fa un fort esforç per mostrar-se proactiva, intel·ligent i madura per als altres, però en general es presenta com a pretensiosa i hipòcrita en els seus punts de vista, especialment aquells sobre el seu objectiu de convertir-se en terapeuta. Tot i no ser una activista tan mundana ni tan ben informada com ella creu que és, Britta té un desig genuí i poderós d'ajudar els altres, i té un entusiasme i energia significatius en allò en què posa els seus esforços (sigui adequat o fora de lloc).
- Danny Pudi com Abed Nadir, un estudiant de cinema d'origen palestí i polonès, amb un coneixement enciclopèdic de programes de televisió i pel·lícules. Abed lluita per interactuar amb els altres per mitjans convencionals, encara que no sempre ho aconsegueix, de manera que sovint opta per interpretar les activitats quotidianes del grup comparant-les amb tòpics de cinema i televisió. Tot i estar de vegades lluny de la realitat, Abed és un observador entusiasta del comportament humà i sovint el membre més savi del grup. Harmon va basar el personatge en Abed Gheith, a qui va conèixer a través del Canal 101.[1]
- Yvette Nicole Brown com a Shirley Bennett (repartiment principal, temporades 1-5; convidada, temporada 6), una mare divorciada i cristiana devota que atèn la universitat per aprendre a muntar un negoci i així poder dedicar-se a la venda de brownies. Shirley és una persona amb un molt bon cor i un gran conjunt moral, però en les interaccions amb els seus amics, pot ser prepotent i sovint recorre a utilitzar la culpa com a eina de manipulació. Shirley, de parla suau, té un tarannà ràpid, una característica que es manifesta quan es defensa ella mateixa o els seus amics, fins i tot si la seva postura és innegablement incorrecta.
- Alison Brie com Annie Edison, la més jove del grup, una superadversa compulsiva, organitzada sense treva i relativament innocent. Annie era extremadament impopular a l'institut i addicta a Adderall, cosa que provoca que pateixi d'ansietat i una extremada desesperació per demostrar de què és capaç en qualsevol situació, tot i que la resta de persones ja la considera naturalment intel·ligent i atractiva. Normalment és genial i relaxada, però pot tornar-se obsessiva o perdre la calma quan no aconsegueix o se li nega una cosa que li importa molt, encara que es tracti d'alguna cosa tan simple com un bolígraf.
- Donald Glover com a Troy Barnes (temporades 1-5), un ex quarterback i estrella de l'equip de futbol americà de l'institut que va perdre la seva beca per una universitat de primera quan es va dislocar les espatlles fent el pi mentre bevia cervesa d'un barril, cosa que després revela va fer a propòsit per fugir de les pressions que li provocaven el seu estrellat i popularitat. Troy comença la sèrie intentant semblar divertit i actuar com un abusananos i jugador de futbol estereotípic, però finalment se sent còmode a l'hora d'abraçar el seu costat més friqui i despreocupat.
- Ken Jeong és Ben Chang, un professor de castellà extremadament inestable a Greendale. La bogeria de Chang el porta sovint a prendre mesures extremes sense cap motiu aparent i ser amic i enemic del grup d'estudi intermitentment.
- Chevy Chase com a Pierce Hawthorne (repartiment principal durant les temporades 1–4; i convidat a la temporada 5), un milionari que s'inscriu a Greendale per avorriment i un intent passiu d'autodescobriment. Pierce sovint està en desacord amb la resta del grup d'estudi a causa de la seva arrogància, manca d'empatia i mentalitat tancada. Malgrat la seva naturalesa sovint insociable i egoista, Pierce vol encaixar al grup de manera desespera i, per tant, de tant en tant, ofereix grans consells i punts de vista, en part a causa de la relació emocionalment distant i disfuncional de la seva pròpia família.
- Jim Rash com a Craig Pelton (recurrent, temporades 1-2, repartiment principal, temporades 3-6), el degà de Greendale, que vol que la seva escola s'assembli més a una universitat real i s'esforça al màxim per intentar que sigui divertida i políticament correcte, tot i que explica sovint les decisions de negoci fallides. Tot i que mai no esmenta explícitament la seva orientació sexual (el vicepresident Robert Laybourne el descriu com un "granuja pansexual "), és un àvid "crossdresser" que fa constants i oberts intents de coquetejar i tocar en Jeff. El grup d'estudi és, amb diferència, el grup d'estudiants preferit del degà, i ell constantment prepara excuses per disfressar-se i venir a parlar amb ells.

## Episodis
La majoria dels episodis inclouen títols dissenyats per semblar noms d'assignatures universitàries com "Introducció al cinema", "Antropologia 101" i "Caligrafia Cooperativa".
La primera temporada es va estrenar el 17 de setembre de 2009, a la franja horària del dijous a les 21:30. Després de tres episodis, el programa es va traslladar a la franja horària de les 8:00 pm. A l'octubre de 2009, es va anunciar que el programa havia estat escollit per a una temporada completa de vint-i-dos episodis.
El gener de 2010, NBC va ordenar tres episodis addicionals per a la primera temporada, ampliant-la fins als 25 episodis. El 5 de març de 2010, Community es va renovar per una segona temporada que es va estrenar el següent 23 de setembre de 2010. El 17 de març de 2011, la NBC va renovar la Community per una tercera temporada. El 10 de maig de 2012, Community es va renovar per una quarta temporada, que malauradament constava de 13 episodis i ja començava a deixar veure el deteriorament de la sèrie. El 10 de maig de 2013, el programa es va renovar per una cinquena temporada. El 30 de juny de 2014, es va anunciar que el programa tornaria per a una sisena temporada de 13 episodis a Yahoo! Screen, després de ser cancel·lada per la cadena anterior.

### Episodis Web
A més dels episodis habituals, NBC va produir una sèrie d'episodis web. Alguns se centren en la vida quotidiana del degà Pelton, d'altres inclouen un treball de la classe de castellà, pauses durant les sessions d'estudi del grup, i Abed copiant la vida dels seus amics per convertint-les en pel·lícules d'estudiants. Aquests episodis apareixen a la portada de la pàgina web de la Universitat Comunitària de Greendale a la pàgina del Departament d'Audiovisuals.
El 2 de març de 2012 es va anunciar que tres episodis web d'animació s'emetrien exclusivament a la plataforma Hulu abans de la tornada de la sèrie el 15 de març del mateix any. Amb el títol de Master Key d'Abed, els curts van ser escrits per Dave Seger i Tom Kauffman del Canal 101 i animats per Animax Entertainment. En aquests episodis, l'Abed es converteix en ajudant del degà, qui li atorga la clau mestra de Greendale.

## Producció

### Repartiment
Dan Harmon va destacar la importància que va tenir el grup d'actors per fer funcionar la premissa de la comèdia. "El càsting va representar el 95% de muntar el programa", va dir en una entrevista.
Afortunadament, Harmon havia treballat anteriorment amb diferents dels actors; per exeple, l'actor Chevy Chase (Pierce Hawthorne), va ser el preferit del creador durant molt de temps. Tot i que no li agradava el gènere sitcom, Chase va acceptar participar en el projecte a causa de la qualitat de l'escriptura de Harmon i el seu equip. Immediatament, el showrunner va veure semblances entre l'actor i el que acabaria essent el seu personatge. Harmon creia que amb el paper de Pierce, Chevy Chase podria redimir-se i deixar enrere el fet que anteriorment havia estat ridiculitzat sovint per les seves eleccions laborals: "El que fa que Chevy i Pierce siguin heroics és aquesta negativa a aturar-se". Harmon va haver d'advertir Chase contra interpretar aquest personatge "savi" de la mateixa manera que solia interpretar els seus passats personatges que també presentaven aquesta qualitat, ja que el personatge de Pierce és una figura bastant patètica que normalment és el cul de la broma.
McHale, conegut pel programa de tertúlia humorística The Soup de la cadena E!, també va quedar impressionat per l'escriptura i narració de Harmon. Va comentar: "el guió de Dan estaba tan "cap i espatlles" per sobre de tot el que llegia". McHale va agradar a Harmon a causa de les seves qualitats simpàtiques, que permetia al personatge posseir certs trets insolidaris sense tornar l'espectador en contra seva.
Finalment, pel paper d'Annie, Harmon volia algú que s'assemblés a Tracy Flick, el personatge de Reese Witherspoon de la pel·lícula Election del 1999. Originalment, els productors buscaven una Tracy Flick llatina o asiàtica, però no en van saber trobar cap. En lloc d'això, van acabar triant Alison Brie, coneguda pel seu paper de Trudy Campbell a Mad Men.

### Desenvolupament
Harmon va basar la idea original dee Community en les seves pròpies experiències vitals. En un intent de salvar la relació amb la seva parella d'aleshores, es va inscriure al Glendale Community College al nord-est de Los Ángeles, on assistirien junts a la classe de castellà. Harmon es va veure involucrar en un grup d'estudi i, contra tot pronòstic, es va fer amic d'un grup de persones amb realment no tenia gens coses en comú. "Jo estava en aquest grup amb aquests caps de suro i em van començar a agradar molt", explica, "tot i que no tenien res a veure amb la indústria cinematogràfica; no en tenia res a guanyar d'ells ni res a oferir". Amb això en la seva ment, Harmon va escriure la sèrie amb un personatge principal principalment basat en ell mateix. Com Jeff, havia estat arrogant i emocionalment distant fins a l'extrem abans de comprendre el valor i d'entendre altres persones.
Quant al procés creatiu darrere la narrativa, Harmon diu que es va veure amb la necessitat d'escriure la sèrie com si fos una pel·lícula, no com si fos una sitcom. Essencialment, el procés no era diferent a cap dels seus projectes anteriors, llevat de la durada i la demografia objectiu.

### Escriptura i guió
Cada episodi de Community està escrit d 'acord amb la plantilla de Dan Harmon de "cercles d' històries" que va desenvolupar al Canal 101. Harmon rescrivia cadascun dels episodis de la sèrie (menys quan no treballava al programa durant la seva quarta temporada), cosa que va ajudar a donar al seu espectacle la seva veu particular. Els membres de l'equip de redacció han inclòs Liz Cackowski, Dino Stamatopoulos, Chris McKenna, Megan Ganz, Andy Bobrow, Alex Rubens, Tim Saccardo i Matt Warburton. Adicionalment, l'actor Jim Rash (el degà Pelton) que va guanyar un Premi de l'Acadèmia el 2011 per coescriure la pel·lícula The Descendants, va escriure un episodi de la quarta temporada.
La sèrie és bastant coneguda pel recurrent ús d'episodis temàtics cada temporada, que es nodreixen de tòpics i tropes televisius com a conceptes d'un episodi únic que juguen amb la suspensió de la incredulitat mantenint la continuïtat de la trama.
L'exemple més destacable d'episodi temàtic és l'episodi de la tercera temporada anomenat "Remedial Chaos Theory" en el qual el grup d'estudi explora els diferents plans d'existència i les realitats alternatives de la mateixa nit a causa de "les diferents línies temporals" creades amb el llançament d'un dau de sis cares del joc de taula Yahtzee per decidir qui va a buscar les pizzes per sopar, creant així 7 realitats alternatives en cadascuna de les quals s'aixecava de la taula una persona diferent i una última en la qual el dau no es llançava mai.
Els temes freqüents dels episodis són les vacances de l'any escolar (Halloween i Nadal són les més freqüents), el paintball i diverses formes d'animació.

### Rodatge
El rodatge de l'espectacle va comportar molta improvisació, sobretot de Chevy Chase. Quant a Chase, Harmon va dir que "tendeix a proposar línies amb les quals es pot acabar escenes de vegades". També va esmentar Joel McHale i Donald Glover, els actors que representen a Jeff i Troy respectivament, com a improvisadors experts. A part d'algunes escenes exteriors rodades al Los Angeles City College, la sèrie es va filmar a Paramount Studios a Hollywood, Califòrnia, des de la primera fins a la cinquena temporada. Per a la sisena temporada, la sèrie es va traslladar al CBS Studio Center i va comptar amb escenes exteriors del Los Angeles City College per primera vegada des de la segona temporada. La sèrie utilitzava la tècnica d'una sola càmera, on cada pla es filma individualment, amb la mateixa càmera.

### Tercera Temporada
La sèrie es va renovar per una tercera temporada el 17 de març de 2011. El rodatge de la temporada va començar el 25 de juliol de 2011. Jim Rash, que interpreta Dean Pelton, va ascendir al nivell de personatge regular després de tenir un paper recurrent a les dues primeres temporades. Michael K. Williams va ser escollit com el nou professor de biologia del grup d'estudi, que es descriu com un personatge profundament intens. John Goodman apareix com a personatge recurrent durant tota la temporada com a vicedegà Laybourne, el director de la facultat de reparació d'aire acondicionat de Greendale.
Community va estrenar la seva tercera temporada el 22 de setembre de 2011. El 14 de novembre de 2011, NBC va anunciar que eliminaria Community del seu horari durant el descans a mitja temporada, substituint-la per la sèrie 30 Rock. Els fans van començar una campanya per tornar a mostrar el programa amb Twitter, Tumblr i Facebook, creant hashtags com #SaveCommunity, #SixSeasonsAndAMovie i #OccupyNBC. NBC va respondre anunciant que la cadena seguia tenint intenciño de filmar i emetre els 22 episodis restants, previstos per després del parèntesi indeterminat, i que el destí de la sèrie es determinaria després de l'emissió dels episodis previstos.
El 7 de desembre de 2011, CollegeHumor va llançar un vídeo titulat "Save Greendale (amb el repartiment de Community)" on els actors havien de promocionar la sèrie i l'escola en un vídeo d'estil PSA. El 22 de desembre de 2011, els fans de la sèrie van crear un flash mob fora de la seu del Rockefeller Center de NBC a la ciutat de Nova York per ocupar NBC. El flash mob es va vestir amb equipament nadalenc, vestit amb barbes de "el pla temporal més fosc" i cantant "O 'Christmas Troy" de l'episodi "Religió Comparativa" de la primera temporada i cantant "Go Greendale, go Greendale, go" El 6 de gener de 2012, el president de l'entreteniment de la NBC, Robert Greenblatt, va anunciar que Community no havia estat cancel·lada, tot i que no va esmentar la data de tornada.
El 21 de febrer de 2012, el creador Dan Harmon va anunciar a través de Twitter que la tercera temporada es reprendria el 15 de març de 2012, en la franja horària habitual dels dijous a les 20:00 hores.

### Quarta Temporada
El creador i productor executiu de la sèrie, Dan Harmon, va ser substituït com a showrunner de la sèrie durant la quarta temporada, i els guionistes David Guarascio i Moses Port (co-creadors dels Aliens a Amèrica) van assumir el rol de productors executius i executors. Sony Pictures Television va dir inicialment que Harmon seria un productor consultor, però Harmon va afirmar que no estava informat de l'acord i que no tornaria en cap posició sense prerrogatives executives. El final de la tercera temporada també va marcar diverses sortides, inclosos els productors executius Neil Goldman i Garrett Donovan, l'escriptor / productor Chris McKenna i l'actor / escriptor Dino Stamatopoulos. Els freqüents directors d'episodis i productors executius Anthony i Joe Russo també van deixar el programa per dirigir Captain America: The Winter Soldier.
A principis d'octubre de 2012, NBC va ajornar l'estrena de la quarta temporada, que s'havia programat per al 19 d'octubre de 2012, sense anunciar una nova data. El 30 d'octubre de 2012, NBC va anunciar que la quarta temporada s'estrenaria el 7 de febrer de 2013, tornant a la franja horària original dels dijous a les 20:00 hores.
El 21 de novembre de 2012 es va anunciar que Chevy Chase deixaria el programa en un acord mutu entre l'actor i la cadena. A conseqüència, Pierce, està absent durant el desè i dotzè episodi. Posteriorment, va aparèixer en un paper únicament de veu, i com a part del seu acord de deixar el programa, es va exigir a Chase que gravés tot l'àudio de les escenes on el seu personatge, al costat dels altres personatges, apareixia com un titella a l'episodi "Intro to Felt Surrogacy". El final de la temporada, que es va rodar fora de seqüència, ja que era l'onzè episodi produït, va suposar l'aparició final a la pantalla de Chase com a membre del repartiment habitual. No obstant, Chase va aparèixer en un cameo a l'estrena de la temporada 5.

### Cinquena Temporada
El 10 de maig de 2013, la sèrie es va renovar per una cinquena temporada. L'1 de juny de 2013, Dan Harmon va anunciar que tornaria com a showrunner per a la cinquena temporada, en substitució de Moses Port i David Guarascio, amb l'exescriptor Chris McKenna com a productor executiu. El 10 de juny, Sony Television va confirmar oficialment el retorn de Harmon i McKenna. Dino Stamatopoulos, Rob Schrab i els germans Russo també van tornar.
No obstant això, el membre del repartiment Donald Glover va decidir no tornar com a membre del repartiment regular per a la cinquena temporada, així que només apareix en els primers cinc dels tretze episodis. Per compensar l'absència de Glover i Chase, Jonathan Banks va ser contractat a la cinquena temporada l'agost del 2013 i va aparèixer en 11 dels 13 episodis de la temporada, interpretant a Buzz Hickey, un professor de criminologia. A més, John Oliver, que va interpretar al professor Duncan durant les dues primeres temporades, va repetir el seu paper a la temporada 5 per a diversos episodis.
El 9 de maig de 2014, NBC va anunciar que havia cancel·lat la sèri. Durant diversos anys abans de la seva cancel·lació, els fans van adoptar l'eslògan "sis temporades i una pel·lícula", una línia de l'episodi "Paradigmes de la memòria humana" sobre el llegat esperançador d'Abed de la curta sèrie The Cape de NBC. Les ofertes per continuar la sèrie van ser rebutjades per proveïdors de transmissions populars com Netflix i Hulu.

### Sisena Temporada
El 30 de juny, dia en què havien de caducar els contractes del repartiment, Yahoo! va anunciar que havia ordenat la transmissió de la sisena temporada de 13 episodis a Yahoo! Screen, inclòs el repartiment principal juntament amb els productors executius Dan Harmon, Chris McKenna, Russ Krasnoff i Gary Foster. Harmon va dir: "Estic molt content que Community tornarà per la seva sisena temporada predestinada a Yahoo. .. Espero portar la nostra estimada comèdia de la NBC a un públic més ampli movent-la en línia ". No obstant això, Yvette Nicole Brown va abandonar el projecte per poder tenir cura del seu pare malalt, encara que va fer aparicions a un parell d'episodis. Paget Brewster (Criminal Minds) va ser escollida com a consultora Francesca "Frankie" Dart i Keith David va ser escollit com l'inventora Elroy Patashnik. El rodatge de la sisena temporada va començar el 17 de novembre de 2014 i el 8 de desembre de 2014, la sèrie va celebrar la fita de 100 episodis. El rodatge va finalitzar el 27 de març del 2015.
En una entrevista, el 3 de juny de 2015 Dan Harmon va explicar a TV Insider per què la sisena temporada probablement seria l'última de la sèrie atribuint-ho principalment a les complicades agendes dels actors.
Malgrat el mantra de "sis temporades i una pel·lícula" del programa, Yahoo mai va comercialitzar la temporada sis com a temporada final. El 30 de juliol de 2015, Joel McHale va declarar que Yahoo! "volia [fer més temporades de la Community ], però tots els contractes [dels actors] augmentaven després de sis anys". Més tard, McHale va aclarir la seva declaració a través de Twitter, dient que "Community no està cancel·lada". Yahoo va publicar un comunicat: "Hem vist un gran valor en la nostra associació amb Sony i seguim discutint oportunitats futures per a Community ". Harmon va dir que "podria haver dit que sí immediatament" per a la temporada set, però "tenint en compte la velocitat i la trajectòria dels actors" va decidir a favor de "tornar a reunir el repartiment per a formar una pel·lícula impressionant posteriorment". El 4 de gener de 2016, Yahoo va anunciar que havia tancat el seu servei Yahoo! Screen, després de 42 dòlars milions de sanejaments, amb la seva programació original traslladada a Yahoo TV per a una visualització pública continuada.

### Possible Pel·lícula
En una entrevista de juny de 2014 amb The Hollywood Reporter, Zack Van Amburg de Sony Pictures Television va confirmar que una pel·lícula de Community es trobava en les primeres etapes del desenvolupament. En ser preguntat sobre el futur de la sèrie i la possible pel·lícula, Amburg va mostrar un gran interés per començar la producció just acabada la sisena temporada.
No obstant això, un any després, després de finalitzar la sisena temporada, Dan Harmon va comentar que no estava preparat per produir una pel·lícula al final de la temporada i que aquest projecte hauria d'esperar.
El juliol de 2016, durant una entrevista a Larry King Now, Harmon va assegurar que una pel·lícula de Community definitivament passaria, mentre expressava la incertesa sobre com començar la seva producció. El juliol de 2017, en una entrevista amb Time, Harmon va tornar a fer declacions sobre la possible pel·lícula de la sèrie: "Recentment vaig tenir una conversa amb un director que és el tipus d'home el pes del qual a la indústria podria fer que això succeís. Per primera vegada en molt de temps, en realitat ho estic pensant de nou ". Al novembre de 2017, Harmon va dir a The Wrap que tant ell com Justin Lin treballaven perquè la pel·lícula sigui una realitat.
El gener de 2018, l'actor Danny Pudi, va declarar que el repartiment encara estava entusiasmat amb la idea d'una pel·lícula, afirmant: "Tenim una petita cadena de text, així que sempre estem com: "Estem preparats! Ja estem preparats"". El 23 de març de 2018, Joel McHale va esmentar que encara tenia esperança sobre la pel·lícula, tot i que va assenyalar que sentia que el retorn a l'ex-company de repartiment Donald Glover seria vital perquè la pel·lícula fos un èxit, tot i que no estava segur de si això seria factible. McHale va detallar: "Seria fantàstic fer-ho, ho faria en un minut de Nova York".
Quan es va preguntar en una entrevista el juny de 2019 sobre la realització d'una pel·lícula de Community, Alison Brie va dir: "Sí, crec que sí". Més tard, va afegir: "Vull dir, escolta, és com si realment sí que anem a fer la pel·lícula? Em sembla que si alguna vegada es fa la pel·lícula, només s'hauria de fer per a Netflix; i seria divertit fer-ho, però crec que el millor seria aconseguir que tothom hi participés i això sí que crec que seria més difícil ". En un fil de Reddit "Ask Me Anything" de febrer del 2020, Brie va afirmar que "realment va rebre una trucada interessant al respecte aquesta setmana" quan li van preguntar sobre la possible pel·lícula i va dir als fans que "estiguessin atents".
Quan la sèrie va debutar a Netflix l'abril de 2020, l'exposició pública i l'interès van augmentar significativament. El mateix mes, durant una entrevista amb Collider, es va preguntar a Joe Russo si ell i el seu germà Anthony tornarien a fer la pel·lícula. Va dir: "Sens dubte, estaríem disposats a fer-ho. Ens encanta la nostra família de Community. Encara som molt pròxims a aquell equip i repartiment. Dependria de l'horari. Però crec que hi haurà una pel·lícula de Community, sobretot ara que està funcionant bé en streaming. Algú com Netflix podria involucar-se i fer la pel·lícula. "
Al maig de 2020, el repartiment original (excloent Chase) i Harmon van anunciar que es reunirien telemàticament en directe per obtenir un benefici per recaptar diners per a la pandèmia de la COVID-19 amb una lectura del guió de " Cooperative Polygraphy ". Pedro Pascal va suplir Walton Goggins, que no estava disponible. En una sessió de preguntes i respostes després de la lectura, el repartiment, inclòs Glover, va expressar el seu interès per una pel·lícula.

## Recepció

### Recepció per part de la crítica

#### Primera Temporada
La primera temporada del programa va rebre crítiques positives majoritàriament, aconseguint 69 de cada 100 basades en l'opinió de 23 crítics a Metacritic La temporada 1 va obtenir un 90% en el lloc web Rotten Tomatoes, amb la següent crítica consensuada per crítica del web: "Mordaç i trepidant amb uns subtons sorprenentment tendres i un repartiment atractiu, Community és una de les millors comèdies noves de la temporada". David Bushman del Paley Center for Media va anomenar Community el millor nou programa de la temporada de tardor. Jonah Cracòvia, d'IGN, va donar a la primera temporada un 8,5 dient que "Community finalment va despegar i va entregar algunes històries realment sorprenents a la segona meitat de la temporada".

#### Segona Temporada
La segona temporada va rebre una gran aclamació de la crítica, aconseguint 86 de cada 100 basats en l'opinió de 4 crítics a Metacritic. Rotten Tomatoes va donar a la temporada un 100%, amb un consens crític que deia: "Community es desenvolupa en una meravella de meta-bogeria en la seva segona temporada, deconstruint artísticament els tropes de la sitcom mentre elimina repetidament els seus propis ritmes emocionals d". Emily Nussbaum de la New York Magazine i Heather Havrilesky de Salon.com van valorar Community com el millor programa del 2010. A la llista de les 25 millors sèries de televisió de 2010 de The AV Club, Community ocupava el segon lloc, indicant que els millors episodis eren' Modern Warfare ',' Cooperativa de la cal·ligrafia ', i' incontrolable de Nadal de Abed '. IGN va designar Community com la millor sèrie d'humor tant en 2010 com en 2011.

#### Tercera Temporada
L'aclamació va continuar durant la tercera temporada, assolint un 82% basat en 4 crítics de Metacritic. També ser dels primers al rànquing de l'enquesta d'usuaris de Metacritic a la categoria "Millor programa de televisió del 2011", amb 3.478 punts. Rotten Tomatoes va donar a la temporada 3 un 91% amb un consens crític que deia: "El grup d'estudi de Greendale fa alguns canvis molt atrevits, encara que no tots connecten, en aquesta tercera temporada, que va sobre rodes, continua la ratxa de Community com a patró per la televisió intel·ligent ". Community va situar-se en diverses llistes de la crítica televisiva; inclòs a Paste, on va quedar segona; cinquena a HitFix i The Huffington Post,; primera a la llista de Hulu i tercera al Top 100 sobre tot el 2011 de TV.com.
El 2012, Entertainment Weekly va llistar l'espectacle al número 15 dels "25 millors programes de televisió de culte dels darrers 25 anys", amb un gran elogi: "L'afinitat de la sèrie pels arguments ambiciosos i de gran concepte (per exemple, pocs programes estan disposats a fer un episodi sencer en animació stop-motion), pel meta-humor i constants al·lusions a la cultura pop l'han ajudat a guanyar-se el tipus de fan fervent que algunes de les seves competidores no poden més que desitjar". Una enquesta d'usuaris a Splitsider va anomenar " Remedial Chaos Theory " com el millor episodi de sitcom de la història, superant l'episodi dels Simpsons " Marge vs. the Monorail ".

#### Quarta Temporada
Les ressenyes de la quarta temporada van ser generalment positives, però menys entusiastes que les anteriors. Va obtenir un 69% basat en 18 crítiques a Metacritic. La qualificació de la temporada 4 a Rotten Tomatoes és del 65% i el consens crític afirma que: "Malgrat algun drama rere la càmera, la quarta temporada de Community aconsegueix conservar l'energia lúdica, l'humor potent i les històries divertides per les quals el programa és famós ". Verne Gay, de Newsday, va declarar que el programa era "encara desafiant, encara bo i encara desinteressat a afegir nous espectadors". D'altra banda, Hitfix ' Alan Sepinwall va escriure: "Se sent com si [Moisés] Port, [David] Guarascio i els altres escriptors haguessin decidit aplicar enginyeria inversa a la versió de Community de [Dan] Harmon, però no ho van aconseguir a causa de la mancança de l'ingredient secret, el propi Harmon". Mike Hale, del The New York Times, va afirmar que la sèrie habia "abaixat el seu nivell, l'humor per la que se la reconeix no és present, i que els dos episodis entregats per fer la crítica... provoquen menys riures entre tots dos junts que una sola bona escena de l'antiga Community ".

#### Cinquena Temporada
La cinquena temporada va rebre elogis de la crítica, aconseguint un 80% basat en 15 ressenyes de Metacritic. Rotten Tomatoes va donar a la temporada un 93%, amb la lectura consensuada de la crítica: "Amb Dan Harmon de tornada com a showrunner, Community torna amb una nova energia familiar i aventures més divertides i emocionants per a la colla de Greendale". Molts crítics van citar el retorn del creador de la sèrie Dan Harmon com un dels punts forts de la temporada Verne Gay, de Newsday, va dir de la temporada que es tractava d'un "reinici de la sèrie tan bo com tothom podria esperar".

#### Sisena Temporada
La sisena temporada va continuar rebent crítiques positives, aconseguint un 78% basat en 12 crítiques a Metacritic, i obtenint una puntuació d'aprovació del 89% a Rotten Tomatoes, amb el següent consens: "Tot i els canvis relatius al repartiment i l'emissió, Community s'ho manega per mantenir-se al capdamunt de la seva peculiar categoria ". Amy Amatangelo, de The Hollywood Reporter, va escriure: "Tot el que els fans estimaven sobre Community continua present [...], l'espectacle s'ha traspassat sense problemes a una pàgina web". El Los Angeles Times Robert Lloyd considera "alguna cosa especial" sobre la nova temporada, al comentar que la sèrie "viu brillantment en una autoconsciència de la seva pròpia construcció tant d'una manera existencialista com dramàtica". James Poniewozik de Time va veure la sèrie igual que el primer dia: "la mateixa sèrie amb el mateix humor i qualitat, tot i que va assenyalar un absent "sentit de la missió" respecte als personatges. [. . . ] Potser n'hi ha prou amb que Community, lliure de les pressions de NBC, tingui la seva segona vida, lliure per ser peculiar, lúdica i experimental. "

#### Des de l'episodi final
Des de l'últim episodi, Community ha aparegut en un gran nombre de llistes dedicades a les millors sèries de televisió de tots els temps. A TV (The Book): Two Experts Pick the Greatest American Shows of All Time, els crítics Alan Sepinwall i Matt Zoller Seitz van introduir Community al lloc número 54 (de 100) de la seva llista conjunta, dins la categoria "Revolucionàries i bèsties de càrrega". Al 2017, IGN la va col·locar al lloc número 51 en el seu rànking de les 100 millors sèries, amb l'escriptor Jonathon Dornbush descrivint-la "com una meta carta d'amor a les sèries i pel·lícules que van inspirar tant la sèrie com el creador".

### Premis i nominacions
El 2009, la sèrie va rebre una nominació a "Nova Comèdia Preferida" als 36th People's Choice Awards.
El 2010, als 41è NAACP Image Awards, Justin Lin va rebre una nominació en la categoria de Direcció Destacada en una Sèrie de Comèdia per l'episodi " Introducció a les estadístiques ". Als Teen Choice Awards de 2010, la sèrie va rebre una nominació a Sèrie Revelació i Ken Jeong va ser nominat a Actor Revelació. Va ser nominada a Millor Sèrie de Comèdia per Entertainment Weekly als tercers Premis Ewwy, Joel McHale va ser nominat com a Millor Actor Principal en una Comèdia i Danny Pudi va ser nominat com a Millor Actor de Repartiment en una Comèdia.
El 2011, Betty White va rebre una nominació a la Estrella de Televisió Convidada Preferida als 37th People's Choice Awards. Yvette Nicole Brown va guanyar el premi Gracie Allen 2011 a Millor Actriu de Repartiment en una Sèrie de Comèdia. La sèrie va rebre una nominació Millor Direcció per a una sèrie de Comèdia als Premis Comèdia. L'episodi " Modern Warfare " va guanyar Millor Episodi Comèdia de l'any 2010 per Gold Derby TV Award. Als Primers Critics' Choice Television Awards, va ser nominada a Millor Sèrie de Comèdia, mentre que Joel McHale i Danny Pudi van ser nominats al Millor Actor Principal i al Millor Actor Secundari d'una sèrie de comèdia, respectivament. L'episodi " Abed's Uncontrollable Christmas " va guanyar un premi Creative Arts Emmy 2011 a la categoria Realització Individual en Animació. En els 42nd NAACP Image Awards, Justin Lin va ser nominat a la categoria de Direcció Destacada en una Sèrie de Comèdia per l'episodi "Modern Warfare". Als 27è premis TCA, Community va ser nominada al premi “Outstanding Achievement in Comedy” i Danny Pudi al premi “ Individual Achievement in Comedy”. La sèrie va rebre quatre nominacions als Satellite Awards del 2011, a la Millor Sèrie de Comèdia o Musical, Joel McHale al Millor Actor d'una Sèrie Musical o de Comèdia i Donald Glover al Millor Actor Secundari d'una Sèrie, Minisèrie o TV Movie; mentre que la sèrie va guanyar el premi a Millor Llançament de Televisió per a la segona temporada en DVD.
El 2012, Community va ser nominada al Primetime Emmy Award a Escriptura Destacada en una Sèrie de Comèdia per l'episodi " Remedial Chaos Theory ", escrit per Chris McKenna. Aquell mateix any, el programa va guanyar els premis a Comèdia Preferida i Repartiment Coral Preferit als Premis Preferits dels Fans de la revista TV Guide." Remedial Chaos Theory" va ser nominada al Premi Hugo el 2012 a la Millor Presentació Dramàtica de Forma Curta. Community també va guanyar el premi Hulu a "Millor Sèrie" al 2012, superant 30 Rock, Parks and Recreation, New Girl, Modern Family i The Walking Dead. Va guanyar el premi Hulu a "Millor Sèrie" el 2013, superant, amb un 60% dels vots, a Game of Thrones.
Als 2n Critics ’Choice Television Awards, Community va rebre més nominacions i va guanyar la Millor Sèrie de Comèdia. Joel McHale va ser nominat a Millor Actor en una Sèrie de Comèdia, Jim Rash i Danny Pudi van ser nominats a Millor Actor de Repartiment en una Sèrie de Comèdia, i Alison Brie i Gillian Jacobs van ser nominades a la Millor Actriu de Repartiment en una Sèrie de Comèdia. Community també va ser nominada al Premi TCA al Millor Èxit en Comèdia el 2012.

### Semiòtica iCommunity
Tot i que les sitcoms sovint no estan ben representades en l'estudi acadèmic de la televisió, Community és una excepció. Més específicament, els crítics de televisió i els estudiosos solen fer-ne referència quan discuteixen la semiòtica, (l'estudi dels signes) a la televisió i al cinema. La televisió en si mateixa no transmet cap significat, sinó que els espectadors construeixen un significat basat en signes i referències reconeixibles, de manera que una sèrie complexa com Community és rica en possibles anàlisis relatius a la semiòtica.
Alguns crítics fins i tot han afirmat que la sèrie en si tracta de semiòtica. Mordicai Knode, de Tor.com, suggereix que la sèrie tracta "sobre els tropes de cada gènere, tracta sobre el llenguatge cinematogràfic i la cultura compartida que tots portem a la taula quan ens asseiem entre el públic".
Dan Harmon omple cada episodi de signes i referències per tal que el públic pugui deconstruir i construir el seu propi significat, fins i tot arriba a trencar la quarta paret per donar un cop d'ull als espectadors i fer un gest per mostrar la complexitat la sèrie. Els aficionats a Community requereixen d'un "cert nivell d'habilitats retòriques i interpretatives" per entendre aquestes capes semiòtiques de la sèrie: "El coneixement més important que un espectador aporta a la visualització de Community és el subconscient reconeixement d'indicadors d'altres sistemes formals (és a dir, altres gèneres o textos específics) amb l'ajut d'hipòtesis i gràfics subconscients basats en experiències anteriors amb projectes similars".

### Índex d'audiència
El capítol pilot, que es va estrenar a les 21:30 el 17 de setembre de 2009, va tenir una audiència de 7.680 milions. Entre el públic de 18 a 49 anys, tenia una audiència de 3,7. Com a tal, tenia el 93% de l'audiència de The Office, que havia estat a la franja horària anterior. La sèrie va ser anunciada com "punt brillant de la nit" per part de la NBC, veient com The Office baixava un 18% respecte a l'estrena de l'any anterior, mentre que Parks and Recreation, a la franja horària anterior, també baixava un 30%. Tanmateix, el programa, com moltes altres comèdies de la NBC en aquell moment (incloent The Office, Parks and Recreation i 30 Rock), posteriorment lluitaria en l'índex d'audiència malgrat l'aclamació de la crítica. Alguns comentaristes van assenyalar que la singularitat i l'ambició del programa impedien que assolís el mateix atractiu que altres comèdies de situació.

## Sindicació
El 14 de març de 2012, Comedy Central va anunciar que havia comprat els drets de Community per la sindicació que havia de començar a emetre's el setembre de 2013 al mateix temps que la sindicació setmanal a les estacions locals.
Community es va estrenar en sindicació al Canadà a The Comedy Network el 4 de setembre de 2012. El gener de 2014, el programa es va traslladar al canal MuchMusic. La sèrie va fer el seu debut canadenc per transmissió el 2018, quan la sèrie es va traslladar a CHCH.
Al Regne Unit, Community es va emetre a la subscripció de cable de Universal TV del 2011 al 2016, amb la primera temporada també al Canal VivaMTV.

### Transmissió en temps real
La sèrie ha estat disponible als serveis d'streaming de Netflix i Hulu als Estats Units, Amazon Prime Video i Netflix al Canadà, Amazon Prime Video al Regne Unit, Lightbox a Nova Zelanda, Netflix a Irlanda, Austràlia i Amèrica Llatina i All 4 al Regne Unit.
L'1 d'abril de 2020, la sèrie va estar disponible a Netflix arreu del món. Des de la incorporació de Community a Netflix, la sèrie va començar a arribar a un públic més ampli i va entrar al Top 10 de les sèries més populars de Netflix a l'abril del 2020. La temporada 6 encara es pot veure a la pàgina web i a aplicació de Yahoo!, inclosos els comentaris exclusius del repartiment, escriptors i productors.
El 26 de juny de 2020, Netflix i Hulu van eliminar l'episodi de la temporada 2 " Advanced Dungeons & Dragons " de les seves plataformes a causa d'escenes controvertides amb Chang interpretant a un elf fosc amb maquillatge negre i una perruca blanca, que es va percebre com a blackface. A diverses altres comèdies també s'han eliminat episodis pel mateix motiu. Harmon no va fer cap comentari amb relació a la retirada de l'episodi.

## Mitjans domèstics

### DVD
La primera temporada es va llançar el 21 de setembre de 2010 en un pack de quatre discos. El conjunt inclou els 25 episodis a més de funcions addicionals, inclosos els comentaris de cada episodi per part dels membres del repartiment i de la producció; versions ampliades dels episodis "Pilot" i "Communication Studies"; bloopers; Escenes alternatives de "Dret penal avançat"; tres mini episodis; i altres addicions.
La segona temporada es va estrenar en DVD el 6 de setembre de 2011. Inclou comentaris sobre cada episodi per part dels membres del repartiment i de la producció; bloopers; animacions per a "El Nadal incontrolable d'Abed" i el peces sobre el making-of d'episodi, així com "Un grapat de paintballs" i "Per a alguns paintballs més".
La tercera temporada es va estrenar el 14 d'agost de 2012. Inclou comentaris sobre cada episodi de membres del repartiment i de la producció; bloopers; escenes suprimides; i comentaris especials de "This is War: Pillows vs. Blankets mockumentary" i "A Glee-ful Community Christmas".
La quarta temporada es va estrenar el 6 d'agost de 2013. Inclou comentaris sobre cada episodi per part de membres del repartiment i de la producció; bloopers; escenes suprimides; comentari especial de " Inspector Spacetime: Inspection" i "Adventures in Advanced Puppetry".
La cinquena temporada es va estrenar el 5 d'agost de 2014. Inclou comentaris sobre cada episodi per part de membres del repartiment i de la producció; bloopers; i dos comentaris especials, "Re-Animating the 80s" i "Advanced Television Production: 5 Days, 2 Scripts, No Sleep".
La sisena temporada es va llançar en DVD el 8 de març de 2016. Les funcions especials inclouen escenes suprimides, un especial d'entre bastidors en la realització del capítol final, curiositats amb el repartiment i la producció, i un video de bloopers.
La sèrie completa es va llançar en DVD el 15 de novembre de 2016. Les funcions especials inclouen totes les funcions especials de les primeres sis temporades.

### Blu-ray
El 6 de juny de 2018 es va anunciar que Mill Creek Entertainment llançaria Community: The Complete Series en format Blu-ray d'alta definició el 23 d'octubre de 2018.

### Digital
Als Estats Units, la sèrie completa està disponible a Hulu i Netflix. Les tres primeres temporades estan disponibles a Netflix a tota Amèrica Llatina amb subtítols en castellà o en portuguès brasiler. Les sis temporades estan disponibles a l'iTunes Store. La sèrie va estar disponible exclusivament a Amazon Prime Video UK fins a l'1 de febrer de 2015, quan les temporades de la 1 a la 5 també van començar a estar disponibles a Netflix al Regne Unit i a Irlanda fins al 2017. A Austràlia, tota la sèrie està disponible a Stan. El 2018, les sis temporades es van fer disponibles a All 4, el servei de transmissió de Channel 4, al Regne Unit.

## Banda sonora
Una banda sonora de la primera temporada, titulada Community (Music from the Original Television Series), va ser publicada el 21 de setembre de 2010 per Madison Gate Records. La llista de cançons inclou el tema principal, "At least It Was Here" de The 88 ; cançons originals i música composta per la sèrie (pel compositor de la sèrie Ludwig Göransson); i diversos personatges que van interpretar diverses cançons (tant composicions originals com versions).